# Império do Benim
O Império do Benim ou Império Edo foi um estado africano pré-colonial no que atualmente é o sudoeste da Nigéria.

## História

### Primórdios
Segundo um conto tradicional, os povos originais e fundadores do Império de Benim, os edos (binis), foram inicialmente governados pelos Ogisos (Reis do Céu). A cidade de Ubini (mais tarde chamada Cidade do Benim) foi fundada em 1180 AD.
Cerca de 36 Ogiso conhecidos são contabilizados como príncipes do império. Uma tradição oral afirma que durante o último reinado o Ogiso, seu filho e evidente herdeiro Ekaladerhan foram banidos do Benim em consequência de uma mensagem do oráculo para Ogiso, modifica por uma das rainhas. O príncipe Ekaladerhan era um poderoso guerreiro e bem amado. Na partida do Benim se deslocaram no sentido oeste para à terra dos iorubás. Nessa ocasião, o oráculo de Ifá disse que os iorubás de Ifé seriam regidos por um homem que sairá da floresta. Na sequência Ekaladerhans chegou à cidade iorubá de Ifé, ele finalmente subiu à posição do obá (significado 'rei' ou 'soberano' na língua iorubá) e depois recebeu o título de oni de Ifé.

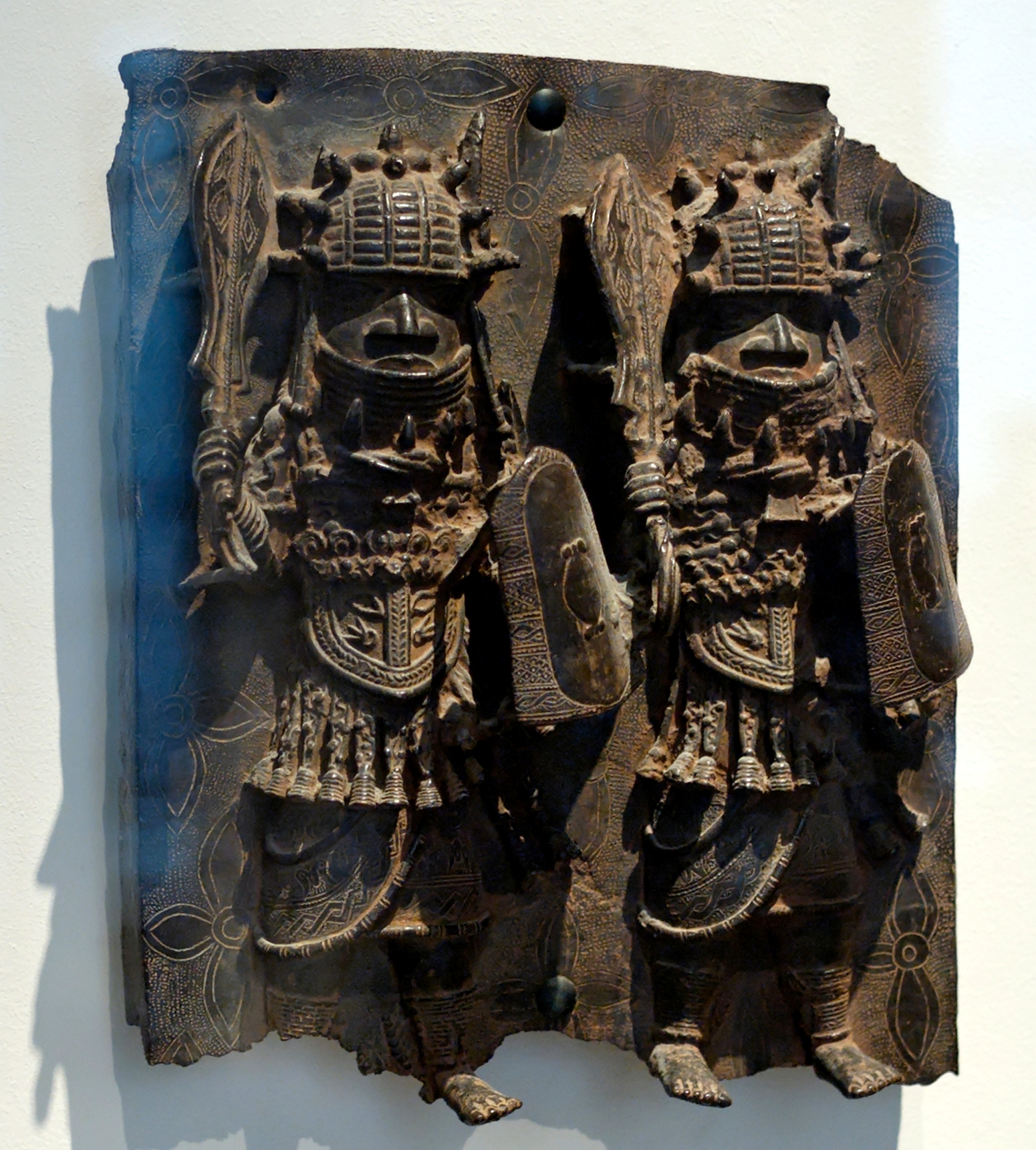
Placa ornamental de bronze de guerreiros do Império de Benim com espadas cerimoniais. século XVII-XVIII, Nigéria

Ele mudou seu nome para Izodua, (que na língua dele diz, "Eu escolhi o caminho da prosperidade") e ser digno de Odudua dos iorubás. Na morte de seu pai, o último Ogiso, um grupo de Chefes de Benim liderados pelo Chefe Oliha veio para Ifé, implorar a Odudua para voltar ao Benim para subir o trono. A resposta de Odudua foi "um governante não pode deixar o seu domínio", mas ele tinha sete filhos e iria pedir para um deles voltar ao Benim para se tornar o próximo rei.
Oraniã, um dos filhos de Odudua com Ocambi, concordou em ir para o Benim. Ele passou alguns anos em Benim antes de voltar para às terras iorubás e estabelecer o Império de Oió. Diz-se que ele deixou o local com raiva e chamou-o "Ilê Ibinu" (que significa, "terra de aborrecimento e irritação"), e foi esta frase que se tornou a origem do antigo nome 'Ubini' de Cidade do Benim. Oraniã, em seu caminho de casa para Ifé, parou brevemente em Ego, onde engravidou a princesa Erimuindê, a filha do Enogiê de Ego e ela deu à luz uma criança chamada Euecá.
Durante o reinado de Odudua como alafim de Oió, Euecá tornou-se obá em Ilê Ibinu. Euedê, um ancestral de Euecá I, mudou o nome da cidade de Ilê Ibinu para Ubini, que o português, na sua própria língua, corrompeu-a para Benim ou Bini. Em 1440, Euarê, também conhecido como "Euarê, o Grande", chegou ao poder e transformou a cidade-estado em um império.

### Idade de Ouro

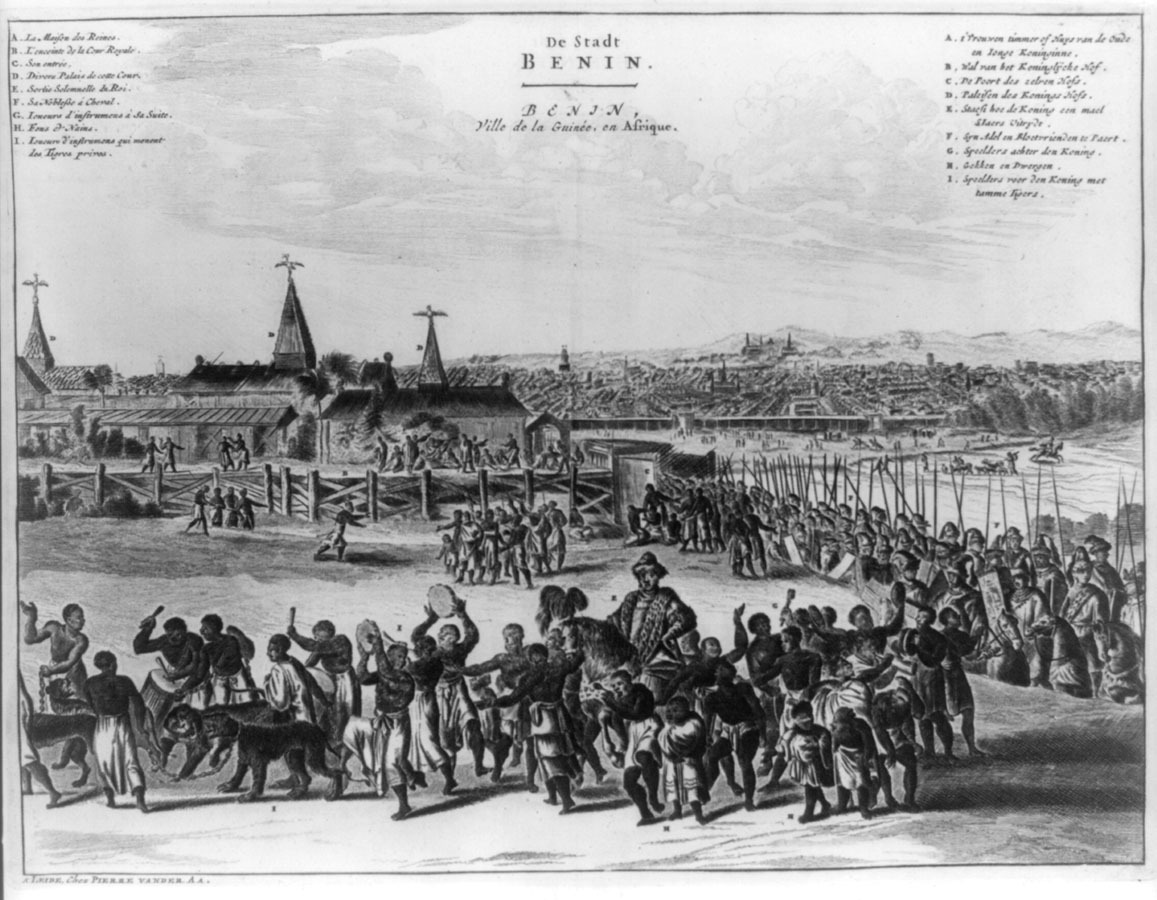
Cidade do Benim no século XVII

O Oba tornou-se o poder supremo na região. Euarê, o primeiro obá da Idade de Ouro, é creditado como o responsável por converter a Cidade do Benim em uma fortaleza militar protegida por fossos e paredes. Foi a partir deste baluarte que ele lançou a sua campanha militar, e começou a expansão do reino aos redutos dos povos falantes da língua Edo. Uma série de muros, marcaram o crescimento incrementado da cidade sagrada de 850 até o seu declínio no século XIV. No século XV, Benim tornou-se a maior cidade do império. Para incluir o seu palácio, Euarê comandou a construção dos muros internos, uma muralha de barro de 11 quilômetros de comprimento, cingida por um fosso de 15 metros de profundidade.

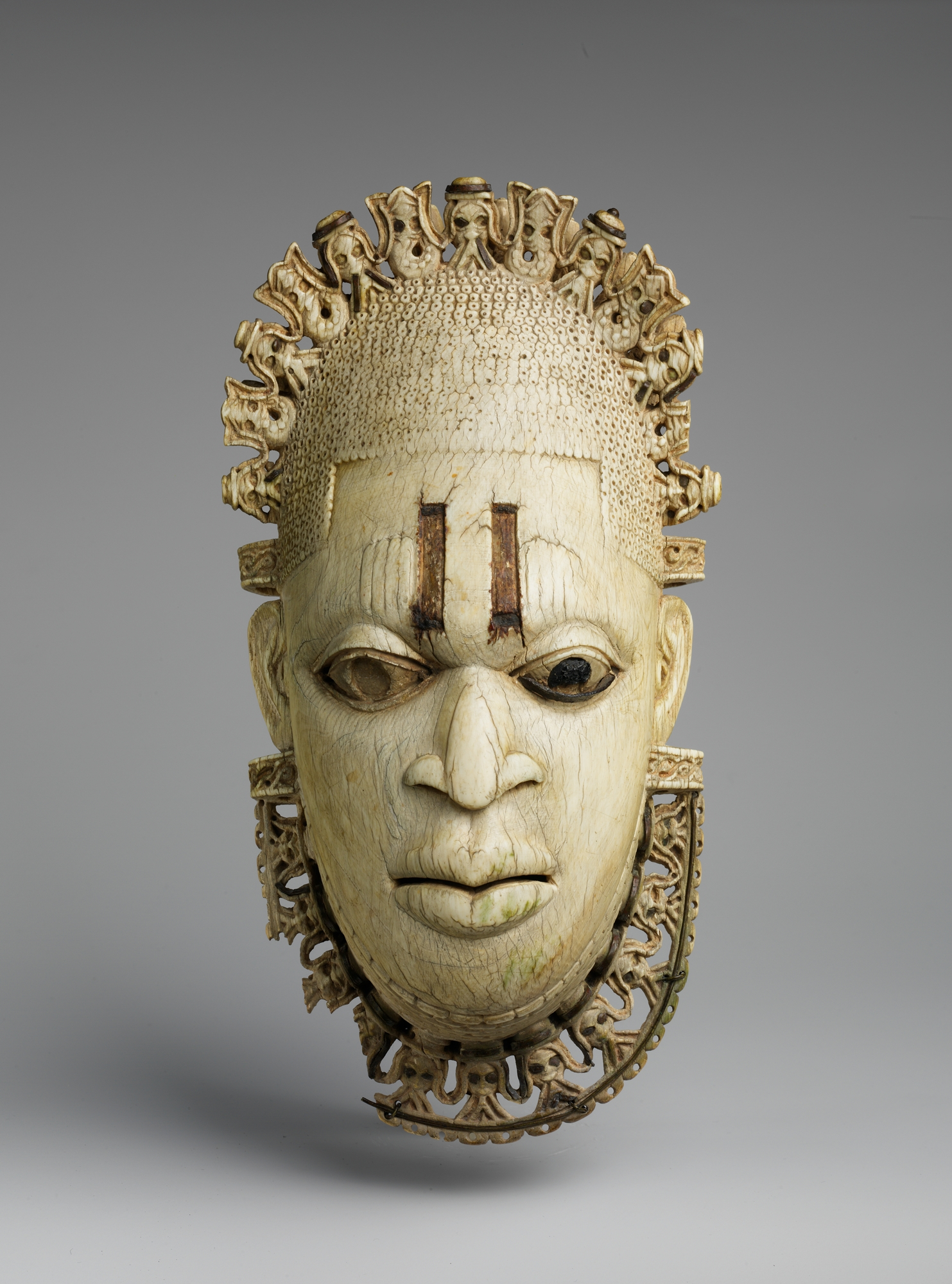
Máscara de marfim ornamentada da Rainha Idia (Iobá ne Esigie, que significa: Rainha-mãe do obá Esigie), corte do Império do Benim, século XVI (Museu Metropolitano de Arte de Nova Iorque)

As escavações também descobriram uma rede rural de paredes de barro de 4000 a 8000 quilômetros de comprimento que teria levado um número estimado de 150 milhões de horas-homem e centenas de anos para ser construída. Essa foram elevadas para marcar o território de vilas e cidades. Treze anos após a morte de Ewuare, os contos esplendorosos de Benim atraiu mais comerciantes portugueses para os portões da cidade
Em sua máxima extensão, o império se estendia desde as tribos ocidentais de Ibo, às margens do rio Níger, através de partes da região sudoeste da Nigéria (boa parte do atual estado de Ondo, e as ilhas isoladas (atual ilha de Lagos e Obalendê) na região costeira da atual estado de Lagos). O Império de Oió, que se estendeu pela maior parte do sudoeste da Nigéria e nas partes do oeste da atual República de Benim, e as tribos unidas do norte sob o novo e feroz proselitismo da fé islâmica.
O estado desenvolveu uma cultura artística avançada, especialmente em seus famosos artefatos de bronze, de ferro e marfim. Estes incluem placas de parede em bronze e cabeças de bronze em tamanho natural representando os obás de Benim. O artefato mais comum é baseado na Rainha Idia, agora mais conhecido como a Máscara da FESTAC após a sua utilização, em 1977, no logotipo da Second Festival of Black & African Arts and Culture (FESTAC 77), financiada e organizada na Nigéria.

### Contato Europeu

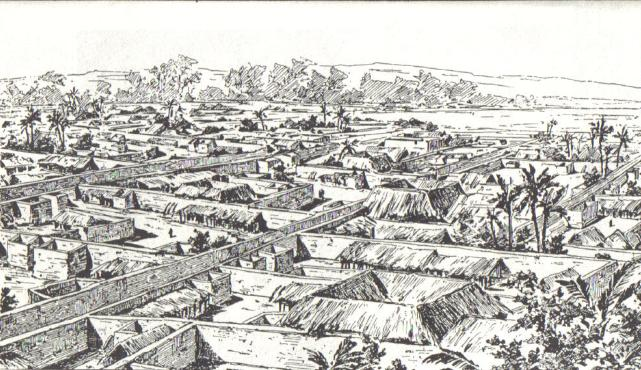
Desenho da Cidade do Benim feita por um oficial inglês, 1897

Os primeiros viajantes europeus a alcançarem Benim foram os exploradores portugueses, em cerca de 1485. A forte relação mercantil foi desenvolvida, com o comércio entre os produtos tropicais de Edo como o marfim, pimenta e azeite de dendê e os bens europeus de Portugal, como o cânhamo-de-manila e armas. No início do século XVI, o Oba enviou um embaixador a Lisboa, e o rei de Portugal enviou cristãos missionários à Cidade do Benim. Alguns moradores da Cidade do Benim ainda falariam um português pidgin ao final do século XIX.
A primeira expedição inglesa para o Império foi em 1553, e desenvolveu um comércio significativo entre a Inglaterra e Benim baseada na exportação de marfim, óleo de palma e de pimenta. Visitantes nos séculos XVI e XVII trouxeram de volta à Europa contos da "Grande Benim", uma cidade fabulosa de edifícios nobres, governada por um rei poderoso. No entanto, o Oba começou a suspeitar da Grã-Bretanha, e grandes projetos coloniais e comunicações cessaram com os britânicos até a Expedição britânica em 1896-1897, quando as tropas britânicas capturaram, queimaram e saquearam a Cidade do Benim, levando o Império do Benim a seu fim.
Uma gravura holandesa do século XVII desenhada por Olfert Dapper, Nauwkeurige Beschrijvinge der Afrikaansche Gewesten, publicado em Amsterdam em 1668, que diz:
" O palácio ou corte do rei é um quadrado, e é tão grande quanto a cidade de Haarlem e totalmente cercada por um muro especial, como a que circunda a cidade. Ele é dividido em muitos palácios magníficos, casas e apartamentos dos cortesãos, e conta com belas e longas galerias quadradas, quase tão grandes quanto a Bolsa de Valores de Amesterdã, mas uma é maior que a outra, descansando sobre pilares de madeira, de cima para baixo cobertas com cobre fundido, no qual estão gravadas as imagens de suas façanhas de guerra e batalhas… "— Olfert Dapper, Nauwkeurige Beschrijvinge der Afrikaansche Gewesten
Outro viajante holandês foi David van Nyendael que em 1699 fez um relato de uma testemunha ocular.